# Мафия
Вижте пояснителната страница за други значения на Мафия.
Мафията (на италиански: Mafia; според някои източници думата вероятно идва от съкращението M.A.F.I.A. – „Morte Alla Francia Italia Anela“ – „Италия копнее за смъртта на Франция“ – въпреки че тази версия е отхвърляна от сериозните историци) е мащабна форма на организирана престъпност, способна да се намесва негативно (чрез корупция, изнудване, директно насилие и други незаконни начини на оказване на влияние и облагодетелстване) в развитието и нормалното функциониране на държавата и в личните дела на хората.
Мафията представлява най-могъщата форма на организираната престъпност.
Мафията има собствена йерархия, ритуали, система от поощрения и наказания. Трафикът на наркотици и оръжия, склоняването към проституция, рекетът, хазартът и строителни афери са типичното ѝ поле на изява. В това число могат да влизат и лихварството, отвличането на хора за откуп, обирите.
Отначало „мафия“ се отнася само до сицилианската Коза Ностра, създадена в периода веднага след обединението на Италия с цел да защитава интересите на дребните земеделски собственици в бедния италиански юг. Останалите италиански криминални организации имат други имена (неаполитанската камора, калабрийската ндрангета, апулийската са̀кра коро̀на унѝта). С течение на времето обаче терминът добива все по-широко значение (извън Италия) и става все по-употребяван.
Днес е загубил изключително италианската си първоначална конотация и е станал синоним на „организирана престъпност“, използван в цял свят (в днешно време едни от най-силните и опасни мафии в Европа например са руската и албанската). В мафията работят и жени.